# 醜陋美世界
《醜陋美世界》（この醜くも美しい世界），又譯《这丑陋又美丽的世界》，是GAINAX的动画作品，2004年4月～6月於BS-i首播，共12集。同时存在森见明日的漫画版。
故事以地球史上的生物集群滅絕作為題材，在假設故事背景成立的前提下，講述了現實世界的一種有趣的可能性。

## 故事簡介
度过平凡每日的高中生竹本健，在一次送货回家的途中與好友二之宮良发现了一束奇怪的光线，四处寻找后在森林中发现一个发光的亮团。一个可爱的少女从中出现，不可思议的是这少女和健理想中的女孩一模一样。然而就在此时，现场突然出现了从未见过的怪物朝着少女猛扑过来。看着女孩柔弱的样子，健虽有心保护她，却无能为力。万分焦急的情况下，健的身体在满月中发生了变化，他被一种愤怒的力量左右，神秘的少女却露出了诡异的微笑……

## 登場人物
竹本健（聲：水島大宙）
寄宿在姑父的摩托车快递店的高中生。为人正义感强，不太喜欢表示自己的真正感受，平时在姑父的店里打工赚钱。小时候父亲去世，母亲因为寂寞抛弃了健，在森林里遇见了少女光，勇敢地面对现实，喜欢上光，接受母亲离去的事实。
健与遼不同，属于不良少年型的，对学习很不在行，对人说话也很随便，也因此和大家建立了良好的关系，让光打开了心扉，无限的正义感是健最大的特点。　但即使是这样的健，也有着不愿让人触碰的记忆，在健小的时候，父亲便去世了，母亲因为耐不住寂寞，抛下了年幼的武曲独自寻找幸福。这就是大大咧咧的健的内心细腻的地方，他之所以懂得关心光，使光对自己产生依恋，就是因为内心深处的这个悲伤的记忆，因为不愿意让别人也感受到和自己相同的悲伤，所以比任何人都懂得照顾别人。
虽然嘴上总说着麻烦，不愿意什么的，但其实心里是很高兴的，在健看来，帮助别人是一件快乐的事情，视遼为最好的朋友，把光当做最重要的，最想要保护的人。在光有危险的时候会变身保护光，必胜。动画第十话告白，被迫变身，被Jennifer Portman称为“ED觉醒体”。在动画第十二话与光接吻后完全恢复正常。
在光暴走的情况下，经遼提醒重新认清了自己，接受了小时候的现实。
结局有些淡淡的悲伤，但我们相信，不久的将来，光与健，一定会再次相遇的。像第一次那样，一次美丽的邂逅。
光（聲：川澄綾子）
来自宇宙的神秘少女，从森林中发光的茧中苏醒，有着竹本健梦想中女孩的容貌，实际以毁灭宇宙为使命，原本只是以意念的形式存在，但在得到了健的诸多关心和照顾后，因此对健很是依赖，有了一颗人类的心，最大的愿望是和健在一起。故事的最后和明一起消失。
光的性格属于天然型，开始时与健相遇，对外面的世界充满恐惧，在健的关心中渐渐开始变得与人健谈。光在一开始是没有以前的记忆的，她不知道自己是毁灭这个时机的存在，在光渐渐喜欢上了周围的一切之后，以前的记忆开始浮现在光的脑海中，让光十分苦恼。
明出现后，光终于确定了自己会给健带来灾难，但同时对健的依恋以及淡淡的爱慕之情使光十分困扰，最终光因为不能控制自己的力量而暴走，但健温柔的力量唤回了迷失的光。光决定保留这个世界，因为她发现了这个世界美好的东西，为了拯救它，与明再次踏上旅途。
结局有些淡淡的悲伤，但我们相信，不久的将来，光与健一定会再次相遇的。像第一次那样，一次美丽的邂逅。
明（聲：清水愛）
与光一起来自宇宙的少女，本来与光是同一个个体，不同机遇造成了与光分开，自己与库恩留在了最初的森林中，TV第三话与遼相遇，作为家人住在遼的家里，使命是保护世界。推算人类年龄是13岁，称呼光为姐姐。故事的最后和光一起消失。
初登场与第三话，第一个遇见的人是遼，在这之前与宠物库恩一起生活，库恩在镇上为明寻找食物，因此引起了遼的注意，并在森林里发现了明。
开始时明也是不爱与人说话的，但这与光不同，光是有点胆小怯懦的类型，别人说什么都会乖乖点头，而明总是撇开头，装作不听的样子。但好在她遇见的是遼，有足够的耐心陪着明，这让明渐渐对遼打开了心扉。
明的内心是喜欢着遼的，但为了能与遼在一起生活，答应纪美只当做家人住在一起，因此这两人的爱情之路渐渐止步，明临走时遼要吻她却被拒绝也说明了这一点，明说“是作为家人的存在。”最后遼吻了明的额头。
结局有些淡淡的悲伤，但我们相信，不久的将来，明与遼，一定会再次相遇的。像第一次那样，一次美丽的邂逅。
二之宮良/二之宮遼（聲：瀧本富士子）
和健从小一起长大的朋友，为人淡然冷静，对人温柔。从小父母离婚，与妹妹纪美一起生活。在森林里邂逅了少女明，并作为家人好好珍惜。最大的愿望是希望生活平静地进行下去。故事的最后明离开，带着妹妹一起寻找离婚的父母。
和健的内在相比，遼是彻彻底底的温柔人，对谁都是公平的笑容，也因此聚集不少粉丝，也许是纪美这个妹妹的存在，使良认识到自己不能任性，因为有人还在依赖着自己。
TV正片中讲述四人学校生活的并不多，但可以从各人的性格中推测，遼是个品学兼优的人，深得周围人的喜欢，也正是他这一点，深深地吸引着明，也让纪美把自己当做最重要的哥哥守护着。好像也有特殊力量，动画第七集表现出来，第九集和健说了。
一直到TV的最后，当明要离开的时候，我们才发现遼其实一直爱着明，而此时的明早已把自己当成了家人一样的存在，所以说，是家人就要相互守候，明与遼的爱情就此止步，结局有些淡淡的悲伤，但我们相信，不久的将来，明与遼，一定会再次相遇的。像第一次那样，一次美丽的邂逅。但即使是这样，遼还是微笑着吻了明的额头，送明离开。
西野真理（聲：真田麻美）
竹本健的青梅竹馬，喜欢竹本 健确用不敢表达，时刻嫉妒着光和健，但是确是无时无刻照顾着健．一直到动画第十一话才向健坦明心意，但被拒绝。最后剪成短发。
珍妮弗·波特曼（Jennifer Batman，聲：高田由美）
奇怪的女人，有很多谜。动画第八集开始身份开始明朗，之前是很色的人，喜欢喝酒，被艾奥尼奥斯称为“珍妮弗大人”。动画第九集说了很多使整个故事明了。动画第十话提出ED觉醒体等。最后依然是谜。
紅林浴香（聲：菊池由美）
竹本健的同班同学。性格比较开放，喜欢开玩笑．
漆島櫻子（聲：水野愛日）
竹本健的同班同学，有着褐色的短发，喜欢着二之宫良．
淺倉晉一（聲：私市淳）
竹本健的同班同学。
松村大治郎（聲：荻原秀樹）
竹本健的同班同学。
二之宮紀美（聲：小林惠美）
遼的妹妹，是个很能干的女孩，很喜欢明。
西野一丁（聲：松本大）
西野真理的父親。
西野澄江（聲：小谷朋子）
西野真理的母親。
库恩
不明小生物，貌似是明的宠物，一直在明身边，在遇到良之前帮明偷东西，很有趣。
Aioonios（聲：野田圭一）
机器人，初登于动画第五集，是毁灭学校的“元凶 ”，称光为“主人”，后被健一家称为“鬼”，很有趣，本性不坏，知道真正的光。最后与库恩一起变回了本体（由Jennifer Portman保存），身体变为了沙子。
參與本作的配音員中，絕大部分也曾參與過同由GAINAX製作的動畫《魔力女管家》的配音工作。

## 製作
- 原作：GAINAX
- 監督：佐伯昭志
- 系列構成：佐伯昭志、山賀博之
- 角色設計、總作畫監督：高村和宏
- 劇本：佐伯昭志、大久保智康
- 機械設計原案：
- 怪物設計：吉成曜
- 美術監督：桑原悟
- 色彩設定：日比野仁
- 攝影監督：小澤次雄
- 編集：瀨山武司
- 音響監督：岩浪美和
- 音樂：渡邊剛
- 製作人：關戶雄一、神宮司剛史、佐藤裕紀
- 動畫製作人：久保田光俊
- 動畫制作：GAINAX、SHAFT
- 製作：醜美委員会（Geneon Entertainment、東京廣播公司、GAINAX、Movic）

## 主題曲
片頭曲
「metamorphose」
歌：高橋洋子、作詞：、作曲：大森俊之、編曲：大森俊之
片尾曲
（1-11話）
歌：石田燿子、作詞：、作曲：渡邊剛、編曲：渡邊剛
（12話）
歌：川澄綾子&清水愛、作詞：、作曲・編曲：渡邊剛

## 各話列表
| 話數   | 日文標題             | 中文標題             | 劇本       | 分鏡            | 演出         | 作畫監督                            |
| ------ | -------------------- | -------------------- | ---------- | --------------- | ------------ | ----------------------------------- |
| 第1話  | 暁は光と闇のわかれめ | 拂曉是光與暗的分界點 | 大久保智康 | 佐伯昭志        | 佐伯昭志     | 中村章子                            |
| 第2話  | あなたが初めて       | 你是第一次           | 植竹須美男 | 佐伯昭志        | いたがきしん | 西田美彌子 春日香                   |
| 第3話  | 二人の木阴           | 两個人的樹蔭         | 佐伯昭志   | 錦織敦史        | 大冢雅彦     | 錦織敦史                            |
| 第4話  | これからの人生       | 今後的人生           | 佐伯昭志   | 鈴木利正        | 鈴木利正     | 村山公輔                            |
| 第5話  | スクール.デイズ      | 學校生活             | 大久保智康 | 中山勝一        | 高柳滋仁     | 石井久美                            |
| 第6話  | 水辺にたたずみ       | 站在水邊             | 植竹須美男 | 山崎隆          | 鈴木利正     | 伊藤良明                            |
| 第7話  | キスへのプレリュード | 邁上接吻的前奏       | 板垣伸     | 板垣伸          | 板垣伸       | 板垣伸                              |
| 第8話  | この素晴らしき世界   | 這無比精彩的世界     | 大久保智康 | 米田光宏        | 米田光宏     | 西田美彌子 春日香                   |
| 第9話  | 星に願いを           | 向星許願             | 佐藤竜雄   | 中山勝一        | 中山勝一     | 錦織敦史                            |
| 第10話 | 伪りの心             | 虛偽的心             | 植竹須美男 | 宫田亮 佐伯昭志 | 宫田亮       | 北野幸広                            |
| 第11話 | 时の过ぎ行くまま     | 隨時間流逝           | 佐伯昭志   | 鈴木利正        | 鈴木利正     | 伊藤良明 田中穣                     |
| 第12話 | 我が心の歌           | 我的心之歌           | 佐伯昭志   | 佐伯昭志        | 佐伯昭志     | 西田美彌子 春日香 伊藤良明 高村和宏 |

## 漫畫
| 集數 | 白泉社        | 白泉社                 | 長鴻出版社     | 長鴻出版社           |
| 集數 | 發售日期      | ISBN                   | 發售日期       | EAN                  |
| ---- | ------------- | ---------------------- | -------------- | -------------------- |
| 1    | 2004年8月27日 | ISBN 978-4-592-13261-5 | 2006年11月24日 | EAN 471-0765-21106-6 |
| 2    | 2005年3月29日 | ISBN 978-4-592-13262-2 | 2007年3月23日  | EAN 471-0765-21342-8 |
| 3    | 2005年7月29日 | ISBN 978-4-592-13263-9 | 2007年5月21日  | EAN 471-0765-21464-7 |

## 外部連結
- GAINAX官方網頁（日語）
- Geneon Entertainment官方網頁（日語）